# 扭果葶苈
扭果葶苈（学名：Draba torticarpa）为十字花科葶苈属下的一个种。

## 扩展阅读
- 維基物種上的相關：扭果葶苈